# Shōzō Uchii
Shōzō Uchii (japanisch 内井 昭蔵; geboren 20. Februar 1933 in Tokio, Japan; gestorben 3. August 2002 ebenda) war ein japanischer Architekt der Shōwa-Zeit. Er war Träger des Ordens der aufgehenden Sonne.

## Leben
Geboren wurde Shōzō Uchii als Sohn und Enkel von Kirchenbaumeistern. Sein Großvater Izo Kawamura war Baumeister, so wie auch sein Vater Susumu Uchii, der an der Gestaltung der orthodoxen Kirchen Kinsei Harristos und Odawara Harristos sowie der Ikonostase der Auferstehungskathedrale Tokio (japanisch 復活大聖堂, fukkatsu daiseidō), auch Haus des Nikolai (japanisch ニコライ堂, Nikolai-dō) genannt, beteiligt war.

Shōzō Uchii studierte Architektur an der Fakultät für Naturwissenschaften und Technologie der Waseda-Universität, wo er 1956 graduierte. An der Graduiertenschule derselben Universität absolvierte er im Anschluss ein zweijähriges Masterprogramm. Nach dem Abschluss fing er im Architekturbüro von Kiyonori Kikutake an. 1967 machte sich Shōzō Uchii mit der Gründung eines eigenen Architekturbüros selbständig, welches er bis 1993 leitete. Während dieser Zeit war er Dozent am Tokioter YMCA Designinstitut, am Fachbereich Architektur der Ingenieursfakultät der Universität Tokio, und am Fachbereich Architektur der Wissenschafts- und Ingenieursfakultät der Waseda-Universität.

Von 1972 bis 1974 war er Vorsitzender des Japanischen Instituts der Architekten und von 1979 bis 1981 stellvertretender Vorsitzender des Instituts. Von 1988 bis 1990 war er sowohl stellvertretender Vorsitzender als auch Vorsitzender des PR-Ausschusses am selben Institut.

1992 dissertierte Shōzō Uchii an der Universität Kyōto. Der Titel seiner Dissertation lautet „Praktische Forschung zur kollektiven Form von Häusern“. Von 1993 bis 1996 war er Professor am Fachbereich Architektur der Ingenieurwissenschaftlichen Fakultät der Universität Kyōto, von 1996 bis 2002 Professor an der Fakultät für Umweltwissenschaften der Universität der Präfektur Shiga und von 1999 bis 2002 Professor an der Graduiertenschule für Umweltwissenschaften derselben Universität.

Seine Frau Noo Uchii (* 1933) ist Innenarchitektin und emeritierte Professorin der Bunka Gakuen Universität. Der älteste Sohn Riichiro Uchii (* 1962) ist ebenfalls Architekt und leitete das Uchii Architekturbüro bis zur Auflösung 2018.

## Architektur

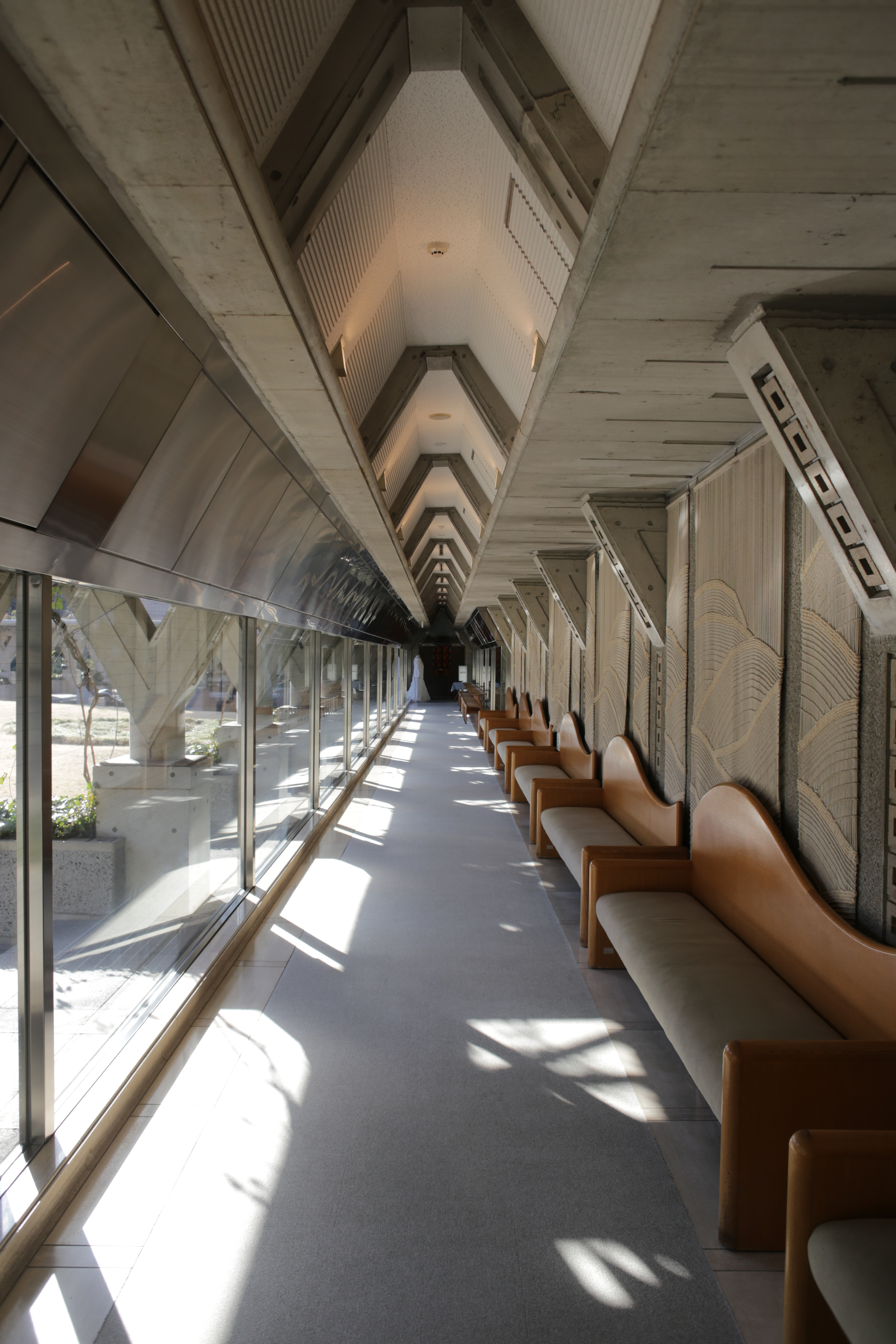
Setagaya Art Museum in Tokio

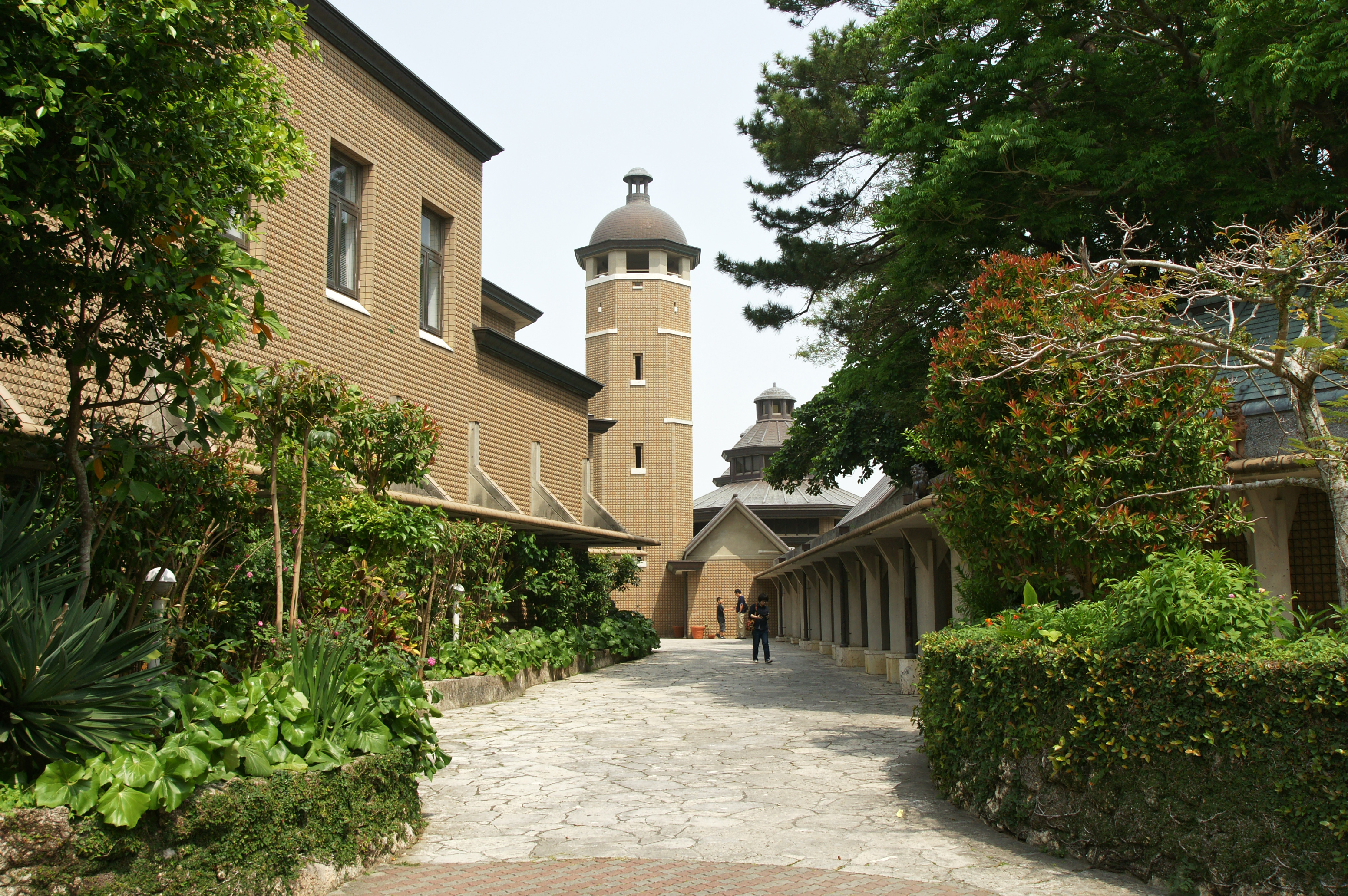
Urasoe Kunstmuseum in der Präfektur Okinawa

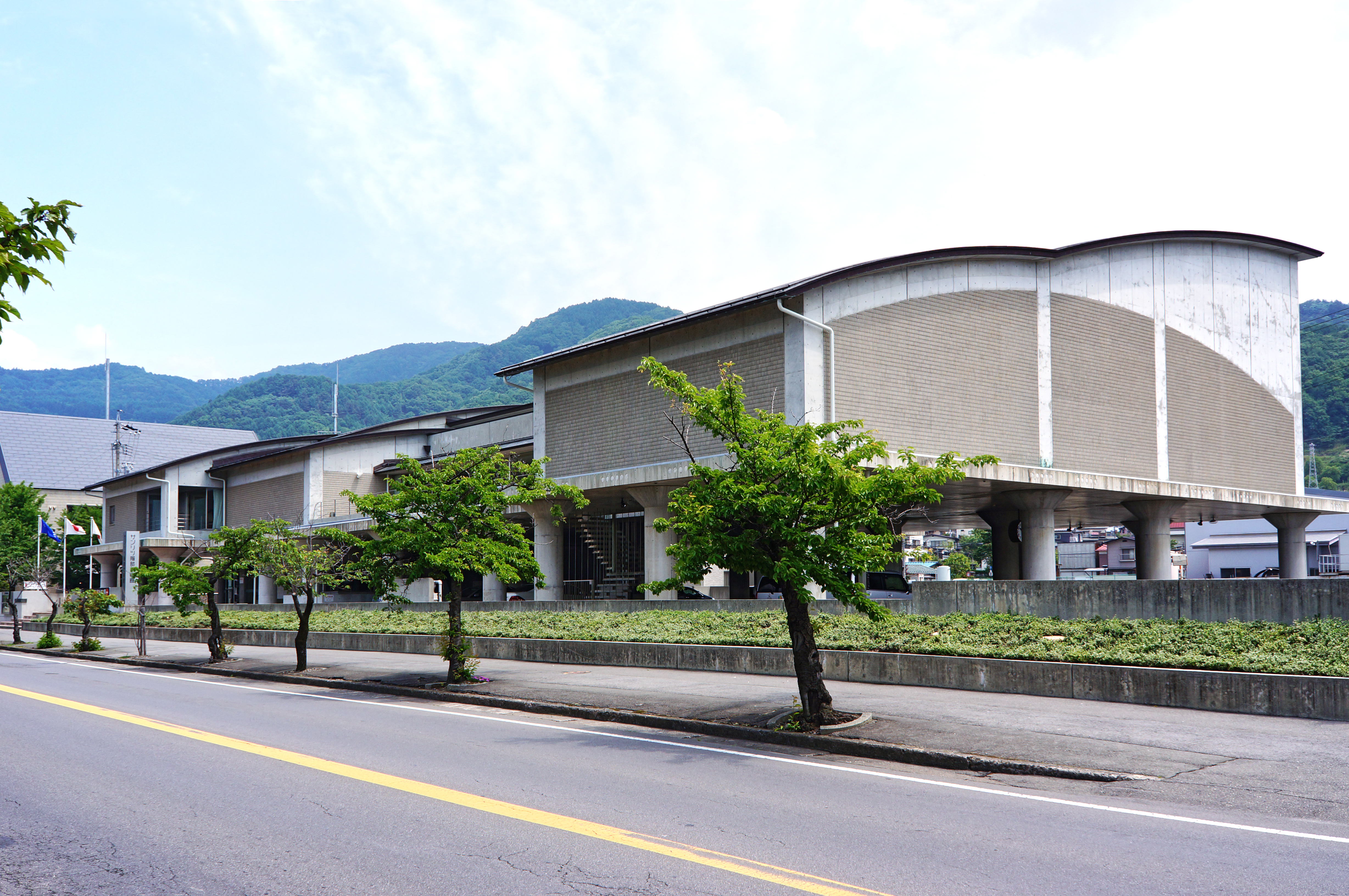
Sunritz Hattori Kunstmuseum in Nagano

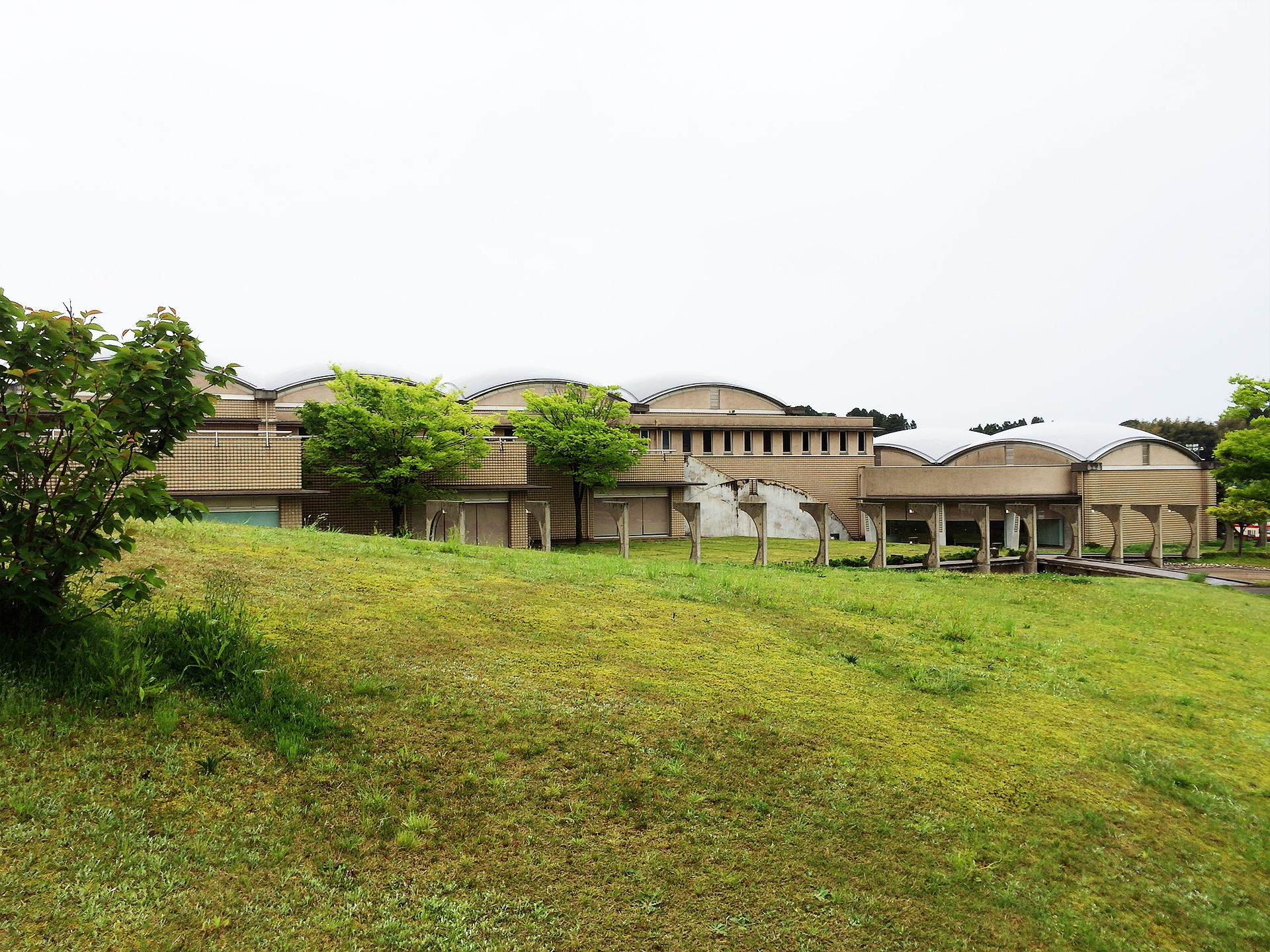
Nanao Kunstmuseum in der Präfektur Ishikawa

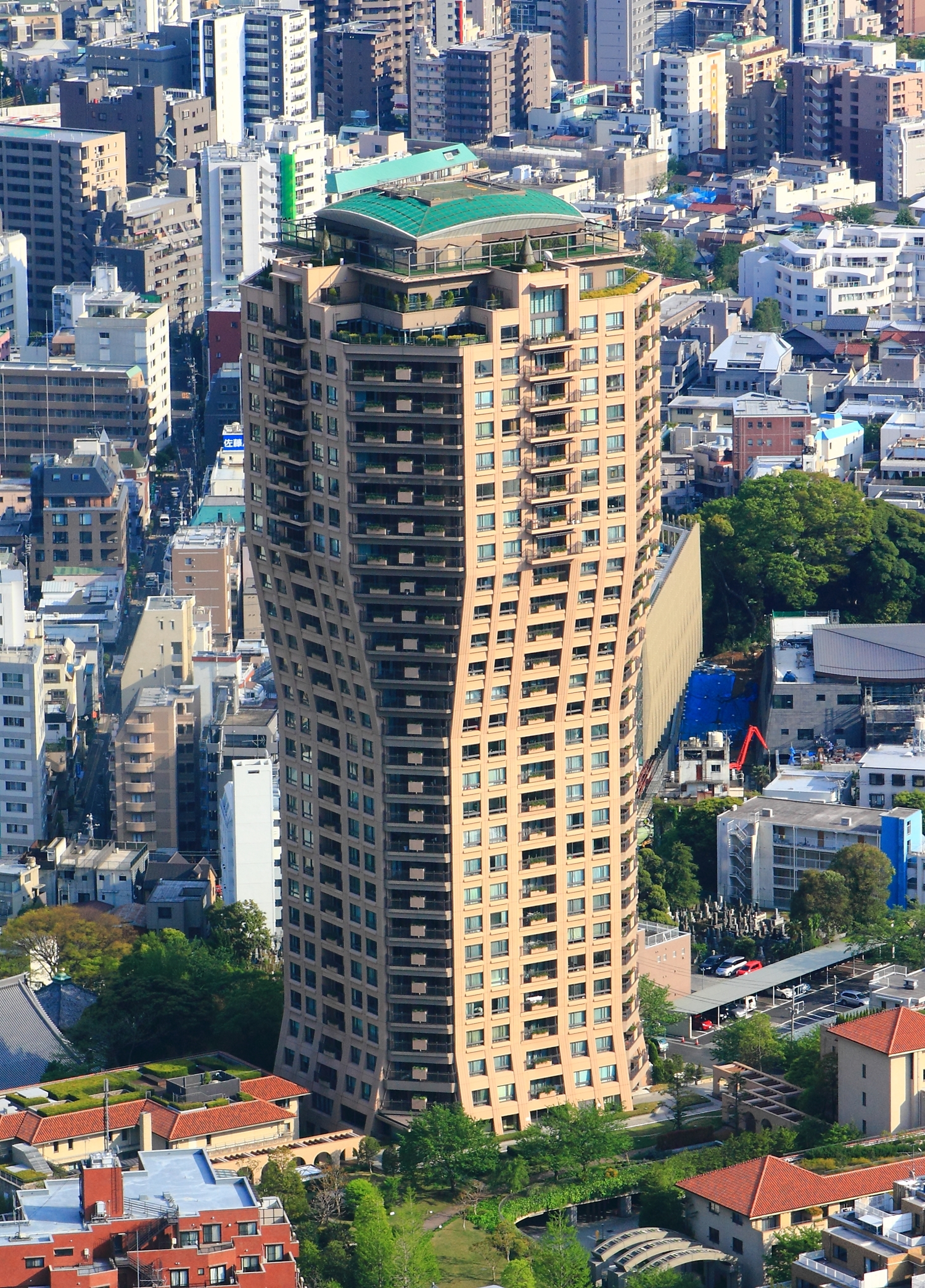
Motoazabu Hills Forest Tower in Tokio

Shōzō Uchii ist als orthodoxer Christ aufgewachsen. Schon in jungen Jahren verbrachte er die meiste Zeit in der Kirche. Die Beziehung zwischen Raum, Gebet und Form der russisch-orthodoxen Kirche hatte ihn schon in seiner Kindheit stark beeindruckt. Aufgrund dieser Prägung suchte er bei seinen Entwürfen nach anderen Ansätzen als der rationalen Form.
In seinem Buch „Russisch-byzantinisch: Besuch des goldenen Rings“ beschrieb er die russische Architektur rund um den Goldenen Ring Russlands, die orthodoxe Kirche von St. Petersburg, aus der Sicht von Architekten und orthodoxen Christen.
Seine bekanntesten Werke sind das Sakuradai Court Village, welches als eines der 145 besten Beispiele der modernen Architektur in Japan durch docomomo registriert ist, und die Vielzahl der realisierten Museumsbauten u. a. das Setagaya Kunstmuseum und Oita Kunstmuseum.

## Projekte (Auswahl)
- 1969: Sakuradai Court Village (Präfektur Kanagawa)
- 1973: Kawashima Textilschule 1973 (Präfektur Kyoto)
- 1976: Tokio YMCA Nobeyama Jugendzentrum (Präfektur Nagano), Schatzgebäude des Minobu Kuonji-Tempels Präfektur Yamanashi
- 1978: St. Hilda Schule, Hauptklassengebäude und Auditorium (Tokio)
- 1986: Setagaya Art Museum (Tokio)
- 1990: Urasoe Kunstmuseum (Präfektur Okinawa)
- 1992: Takaoka Kunstmuseum (Präfektur Toyama)
- 1993: Fukiage Omiya im Kaiserpalast, der Residenz der kaiserlichen Familie (Tokio)
- 1994: Sunritz Hattori Kunstmuseum (Nagano City) und Nanao Kunstmuseum (Präfektur Ishikawa)
- 1997: Universität der Präfektur Shiga, Masterplan und Hauptcampusstrukturen (1997)
- 1998: Oita Kunstmuseum (Präfektur Ōita)
- 2002: Motoazabu Hills Forest Tower (Tokio)

## Ehrungen und Auszeichnungen (Auswahl)
- 1957: 1. Preis der Sao Paulo Biennale International Design Competition
- 1971: AIJ-Preis für Sakuradai Court Village
- 1975: BCS-Preis (Preis des Bauindustrieverbandes Japans) für Kawashima Textile School
- 1977: BCS-Preis für Minobu Kuonji Hozo
- 1978: Yoshida Isoya Preis für Tokio YMCA Nobeyama Jugendzentrum
- 1980: Reynolds-Preis (AIA) für Minobu Kuonji Hozo
- 1981: BCS-Preis für Shibata Citizens’ Culture Center / Public Hall
- 1986: Mainichi-Kunstpreis und BCS-Preis für das Setagaya Kunstmuseum
- 1986: von der Stadt Yokohama als vorbildlicher Architekt ausgezeichnet
- 1989: Japanischen Akademie der Künste Auszeichnung für das Setagaya Kunstmuseum
- 1981: Ehrenmitglied des American Institute of Architects
- 1995: 13. Kulturpreis der Präfektur Kyoto
- 1997: 41. Kulturpreis der Tageszeitung Kyoto Shimbun: Großer Preis
- 2000: Kulturelle Persönlichkeit der Stadt Kyoto
- 2001: 3. Architekturpreis der Stadt Oita für das Oita Kunstmuseum
- 2002: Orden der aufgehenden Sonne